# CNQX
6-циано-7-нітрокіноксалін-2,3-діон (6-cyano-7-nitroquinoxaline-2,3-dione, CNQX) — потужний антагоніст АМРА- та каїнатних рецепторів, а також антагоніст гліцинового модулюючого сайту NMDA-рецептора.